# 龙门河村
龙门河村，是中华人民共和国山西省晋中市寿阳县平舒乡下辖的一个村。
2016年12月9日，龙门河村公布为第四批中国传统村落。
2019年1月21日，龙门河村公布为第七批中国历史文化名村。